# Костадиновић
Костадиновић је српскохрватско презиме, патроним настао од имена Костадин. Може се односити на следеће истакнуте људе:
- Милош Костадиновић (1988), српски рукометаш
- Петар Костадиновић (1992), хрватско-италијански фудбалер